# العلاقات البوتانية الميانمارية
العلاقات البوتانية الميانمارية هي العلاقات الثنائية التي تجمع بين بوتان وميانمار.

## مقارنة بين البلدين
هذه مقارنة عامة ومرجعية للدولتين:
| وجه المقارنة                                              | بوتان          | ميانمار          |
| --------------------------------------------------------- | -------------- | ---------------- |
| المساحة (كم2)                                             | 38.39 ألف      | 676.58 ألف       |
| عدد السكان (نسمة)                                         | 807.61 ألف     | 53.37 مليون      |
| الكثافة السكانية (ن./كم²)                                 | 21.04          | 78.88            |
| العاصمة                                                   | تيمفو          | نايبيداو، يانغون |
| اللغة الرسمية                                             | لغة دزونكا     | اللغة البورمية   |
| العملة                                                    | نغولترم بوتاني | كيات ميانماري    |
| الناتج المحلي الإجمالي (بليون دولار)                      | 2.51 مليار     | 69.32 مليار      |
| الناتج المحلي الإجمالي (تعادل القوة الشرائية) بليون دولار | 6.49 مليار     | 282.95 مليار     |
| الناتج المحلي الإجمالي الاسمي للفرد دولار أمريكي          | 2.66 ألف       | 1.16 ألف         |
| الناتج المحلي الإجمالي للفرد دولار أمريكي                 | 7.82 ألف       |                  |
| مؤشر التنمية البشرية                                      | 0.605          | 0.536            |
| رمز المكالمات الدولي                                      | +975           | +95              |
| رمز الإنترنت                                              | .bt            | .mm              |
| المنطقة الزمنية                                           | ت ع م+06:00    | ت ع م+06:30      |

## منظمات دولية مشتركة
يشترك البلدان في عضوية مجموعة من المنظمات الدولية، منها:
| علم المنظمة | اسم المنظمة                                                    | تاريخ انضمام بوتان | تاريخ انضمام ميانمار |
| ----------- | -------------------------------------------------------------- | ------------------ | -------------------- |
|             | مؤسسة التنمية الدولية                                          | 28 سبتمبر 1981     | 5 نوفمبر 1962        |
|             | مؤسسة التمويل الدولية                                          | 1 ديسمبر 2003      | 3 ديسمبر 1956        |
|             | منظمة حظر الأسلحة الكيميائية                                   | ?                  | ?                    |
|             | الأمم المتحدة                                                  | 21 سبتمبر 1971     | 19 أبريل 1948        |
|             | الاتحاد الدولي للاتصالات                                       | 15 سبتمبر 1988     | 15 سبتمبر 1937       |
|             | منظمة الشرطة الجنائية الدولية                                  | ?                  | ?                    |
|             | البنك الدولي للإنشاء والتعمير                                  | 28 سبتمبر 1981     | 3 يناير 1952         |
|             | الاتحاد البريدي العالمي                                        | ?                  | ?                    |
|             | وكالة ضمان الاستثمار متعدد الأطراف                             | 21 أكتوبر 2014     | 16 ديسمبر 2013       |
|             | بنك التنمية الآسيوي                                            | 1982               | 1973                 |
|             | مبادرة خليج البنغال للتعاون التقني والاقتصادي المتعدد القطاعات | ?                  | ?                    |
|             | يونسكو                                                         | 13 أبريل 1982      | 27 يونيو 1949        |

## وصلات خارجية
- موقع وزارة الخارجية البوتانية
- موقع وزارة الخارجية الميانمارية